# Campeonato de Irlanda de Rugby 2002-03
El Campeonato de Rugby de Irlanda (oficialmente All-Ireland League) de 2002-03 fue la decimotercera edición del principal torneo de rugby de la Isla de Irlanda, el torneo que agrupa a equipos tanto de la República de Irlanda como los de Irlanda del Norte.

## Sistema de disputa
Cada equipo disputó encuentros frente a cada uno de los rivales a una sola ronda, totalizando 15 partidos.
Luego de la fase regular los cuatro mejores clasificados disputaron una semifinal enfrentándose el primer clasificado frente al cuarto y el segundo frente al tercero.
Los últimos dos clasificados descienden a segunda división.
Puntuación
Para ordenar a los equipos en la tabla de posiciones se los puntuará según los resultados obtenidos.
- 4 puntos por victoria.
- 2 puntos por empate.
- 0 puntos por derrota.
- 1 punto bonus por ganar haciendo 3 o más tries que el rival.
- 1 punto bonus por perder por siete o menos puntos de diferencia.

## Clasificación
| Pos. | Equipo             | Encuentros | Encuentros | Encuentros | Encuentros | Tantos | Tantos | Tantos | PB | PB | Puntos |
| Pos. | Equipo             | PJ         | PG         | PE         | PP         | F      | C      | Dif    | BO | BD | Puntos |
| ---- | ------------------ | ---------- | ---------- | ---------- | ---------- | ------ | ------ | ------ | -- | -- | ------ |
| 1.º  | Clontarf           | 15         | 13         | 0          | 2          | 447    | 235    | +212   | 8  | 1  | 61     |
| 2.º  | Lansdowne          | 15         | 12         | 0          | 3          | 442    | 277    | +165   | 8  | 2  | 58     |
| 3.º  | Ballymena RFC      | 15         | 11         | 1          | 3          | 458    | 239    | +219   | 6  | 2  | 54     |
| 4.º  | Buccaneers         | 15         | 10         | 1          | 4          | 323    | 244    | +79    | 2  | 2  | 46     |
| 5.º  | Shannon RFC        | 15         | 8          | 1          | 6          | 365    | 261    | +104   | 3  | 4  | 41     |
| 6.º  | Belfast Harlequins | 15         | 9          | 0          | 6          | 305    | 255    | +50    | 2  | 3  | 41     |
| 7.º  | Galwegians         | 15         | 8          | 0          | 7          | 346    | 349    | -3     | 7  | 2  | 41     |
| 8.º  | Garryowen          | 15         | 6          | 2          | 7          | 295    | 282    | +13    | 4  | 4  | 36     |
| 9.º  | Cork Constitution  | 15         | 7          | 0          | 8          | 372    | 382    | -10    | 6  | 2  | 36     |
| 10.º | St. Mary's College | 15         | 6          | 1          | 8          | 344    | 386    | -42    | 3  | 4  | 33     |
| 11.º | Blackrock College  | 15         | 5          | 0          | 10         | 341    | 377    | -36    | 6  | 4  | 30     |
| 12.º | Dungannon          | 15         | 6          | 0          | 9          | 278    | 332    | -54    | 2  | 4  | 30     |
| 13.º | County Carlow      | 15         | 6          | 0          | 9          | 289    | 383    | -94    | 4  | 1  | 29     |
| 14.º | UCD                | 15         | 5          | 0          | 10         | 327    | 443    | -116   | 4  | 2  | 26     |
| 15.º | U.L. Bohemian      | 15         | 4          | 0          | 11         | 272    | 444    | -172   | 1  | 5  | 22     |
| 16.º | Terenure College   | 15         | 1          | 0          | 14         | 193    | 508    | -315   | 0  | 3  | 7      |

## Fase final

### Semifinales
| 3 de mayo de 2003 | Clontarf | 20 - 6 | Buccaneers |  |  |

| 3 de mayo de 2003 | Lansdowne | 3 - 10 | Ballymena |  |  |

### Final
| 10 de mayo de 2003 | Clontarf | 18 - 28 | Ballymena |  |  |

| Bandera de Irlanda    |
| Campeón Ballymena RFC |
| Primer título         |